# Шафторка
Ша́фторка — деревня в Сасовском районе Рязанской области России. Входит в состав Придорожного сельского поселения.

## Географическое положение
Деревня находится в восточной части Сасовского района, в 44 км к юго-востоку от райцентра.
Ближайшие населённые пункты:

— деревня Новое в 7 км к северо-востоку по асфальтированной и грунтовой дороге;

— село Салтыково в 9 км к востоку по асфальтированной дороге;

— посёлок Ряньзя в 5 км к югу по грунтовой дороге;

— село Красный Холм в 8 км к юго-западу по асфальтированной дороге;

— село Ужово в 9 км к западу по асфальтированной дороге;

— деревня Михайловка в 8 км к северо-западу по асфальтированной и грунтовой дороге;

— деревня Лесные Цветы в 4 км к северо-западу по асфальтированной дороге.
Ближайшая железнодорожная станция Пичкиряево в 20 км к северо-востоку по асфальтированной дороге и платформа 15 км в 10 км к северо-востоку.

## Природа

### Климат
Климат умеренно континентальный с умеренно жарким летом (средняя температура июля +19 °С) и относительно холодной зимой (средняя температура января −11 °С). Осадков выпадает около 600 мм в год.

### Рельеф
Высота над уровнем моря 123—133 м.

## История
В 1883 г. деревня Шафторка входила в Салтыковскую волость Спасского уезда Тамбовской губернии. С 2004 г. и до настоящего времени входит в состав Придорожного сельского поселения. До этого момента входила в Салтыковский сельский округ.

В деревне родился композитор Аверкин, Александр Петрович (1935-1995).

## Население
| 1984 | 1989 | 2002 | 2007 | 2010 |
| ---- | ---- | ---- | ---- | ---- |
| 170  | ↘111 | ↘30  | ↘14  | ↘12  |